# Nepoštovní známky

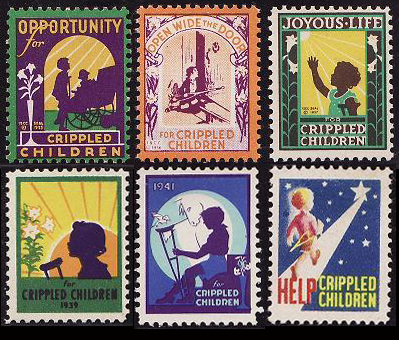
Nepoštovní aršík USA 1930

Nepoštovní známky jsou tiskoviny vydávané především pro sběratele, neplní svou poštovní funkci. Jsou mnohdy vyráběny i jako propagační tiskoviny.

## Účel výroby
Zatímco užívání poštovních známek upravují příslušná usnesení Světové poštovní unie (UPU), pak známky nepoštovní funkci ofrankování poštovních zásilek naplňovat nemohou, nejsou vydávány poštovními správami. Zastávají úlohu falzifikátů. Zásilky jimi ofrankované pošta nedoručí. Vydávány jsou zejména pro obchodně-sběratelský trh, někdy i plní funkci propagace, reklamy. Proto si jejich výrobu objednávají odbojová hnutí, emigrantské vlády či jiné politické organizace k prosazování svých cílů. Prioritní je použití pro obohacení obchodníků.

## Příklady vydavatelů
Mnohé filatelistické katalogy alespoň o některých nepoštovních známkách a jejich vydavatelích informují. Vydavatelů je známo mnoho desítek, např.:
- Bělgarská carská pošta
- Canna
- Islas Galapagos
- Republic od Meru
- Sanda
- Vikingland
- Zulia[1].

## Vzhled
Tyto tiskoviny svým vzhledem, velikostí, zoubkováním a celkovým provedením kopírují skutečné poštovní známky.